# 高琳
高 琳（こう りん、497年 - 572年）は、中国の西魏・北周の軍人。字は季珉。

## 生涯
高遷の子として生まれた。その祖先は高句麗の人で、五世の祖の高宗のときに北魏に帰順して、第一領民酋長となり、羽真氏の姓を受けた。520年、高琳は衛府都督を初任とした。529年、元天穆の下で邢杲を討ち、梁の将軍の陳慶之を破って、功績により統軍に転じた。530年、爾朱天光の下で万俟醜奴を破り、論功は最上となり、寧朔将軍・奉車都尉に任ぜられた。
534年、孝武帝が関中に入ると、高琳はこれに従った。溱水で高歓の追撃を食い止めて功績を挙げ、鉅野県子に封ぜられた。535年、爵位は侯に進み、龍驤将軍に転じた。後に直閤将軍となり、平西将軍に転じ、通直散騎常侍の位を加えられた。537年、宇文泰の下で高歓を沙苑に破り、安西将軍に転じ、爵位は公に進んだ。衛将軍・銀青光禄大夫・右光禄大夫に累進した。538年、莫多婁貸文を討った。河橋の戦いに参陣して、先鋒として奮戦し、その武勇は諸軍に冠した。宇文泰は高琳を賞賛して「公はわが韓・白である」と言った。高琳は太子左庶子に任ぜられた。まもなく本官のまま玉壁に駐屯した。543年、宇文泰の下で邙山の戦いに参加し、正平郡太守となり、大都督の位を加えられた。北斉の東方老が侵攻してくると、高琳は兵を率いて防戦した。東方老が勇をたのんで接近戦を挑んできたため、高琳はこれを迎撃した。東方老は数カ所の傷を負って退却し、「わたしは戦いの経験が多いが、このような健児を見たことがない」と側近に言った。後にひそかに使者を派遣して北斉に帰順するよう勧めたが、高琳はその使者を斬って上に報告した。使持節・車騎大将軍・儀同三司・散騎常侍に進んだ。敷州刺史に任ぜられ、驃騎大将軍・開府儀同三司・侍中の位を加えられた。
557年、北周の孝閔帝が即位すると、爵位は犍為郡公に進んだ。559年、賀蘭祥の下で吐谷渾を討ち、延州刺史に任ぜられた。また柱国の豆盧寧の下で稽胡の郝阿保・劉桑徳らを討ち、これを撃破した。560年、文州の氐が乱を起こすと、高琳は兵を率いて平定した。凱旋すると、宴会で詩を賦して志を述べるように明帝に命じられた。高琳は詩の最後に「言を寄せて竇車騎（竇憲）に、霍将軍（霍去病）の感謝ために、何を以て天子に報いん、沙漠静かにして妖氛なり」と言った。明帝はこれにたいそう喜んだ。
561年、梁州総管・十州諸軍事に任ぜられた。567年、丹州刺史に転じた。568年、江陵副総管となった。ときに陳の呉明徹が侵攻してきたので、北周の総管の田弘と後梁の蕭巋は江陵を出て紀南城にこもった、高琳と後梁の僕射の王操が江陵三城を守って抗戦した。昼夜を分かたず防戦し、100日ほどして呉明徹は撤退した。蕭巋がその経緯を武帝に上表したので、武帝は高琳を入朝させ、自ら労をねぎらった。高琳は大将軍に進み、衛公宇文直を補佐して襄州に駐屯した。571年、位は柱国に進んだ。572年、76歳で死去した。本官を贈られ、冀定斉滄州五州諸軍事・冀州刺史を加贈された。諡を襄といった。
子の高儒は、許昌県公・左侍上士となり、後に犍為郡公を継いで、儀同大将軍に上った。

## 伝記資料
- 『周書』巻29 列伝第21
- 『北史』巻66 列伝第54